# José Nicolás Puccio
José Nicolás Puccio (Rosario, 30 de agosto de 1844 - Rosario, 24 de diciembre de 1894) fue un empresario argentino, fundador del pueblo, hoy barrio de la ciudad de Rosario, llamado Alberdi.
La familia de Puccio, ansiosa de que alcanzase una cultura mejor, lo envió a estudiar al Colegio del Uruguay, que fundara Urquiza. Ahí tendría como condiscípulo y amigo a Julio Argentino Roca, también a Onésimo Leguizamón, Olegario Andrade, Eduardo Wilde, y al rosarino Tiburcio Benegas.
Puccio perteneció a elite dirigente local, que según decía Alicia Megías "esa elite anclada en lo social y económico, constituyó una excelente vía de acceso a la realidad social y política de la ciudad en el siglo XIX y al conocimiento de uno de los actores relevantes que se movieron en el escenario provincial santafesino".
Luego de finalizar sus estudios regresó a Rosario, el 26 de noviembre de 1866 donde se casó con doña Nicolaza Choza con quien tuvo 11 hijos, 8 mujeres y 3 varones.
Contando con sólo 32 años concretó el proyecto de fundar un pueblo aledaño a Rosario. El 6 de julio de 1876 funda Pueblo Alberdi, hoy (al año 2009) barrio Alberdi, es uno de los barrios de la ciudad de Rosario.
El 22 de septiembre del mismo año, bajo una escritura labrada ante el escribano Andrés González del Solar, donaría la manzana N°23 de su recientemente fundado pueblo (la manzana ubicada con frente este sobre la plaza Santos Dumont) al autor de "Las Bases".
En 1880 Puccio construyó una casa frente al terreno destinado a una de las plazas. La mansión luego pasó a manos de Ciro Echesortu, donde tomó el nombre de “Villa Hortensia”.
Puccio murió en “su” pueblo el 24 de diciembre de 1894 cuando sólo contaba 50 años.